# Криве (Малопольське воєводство)

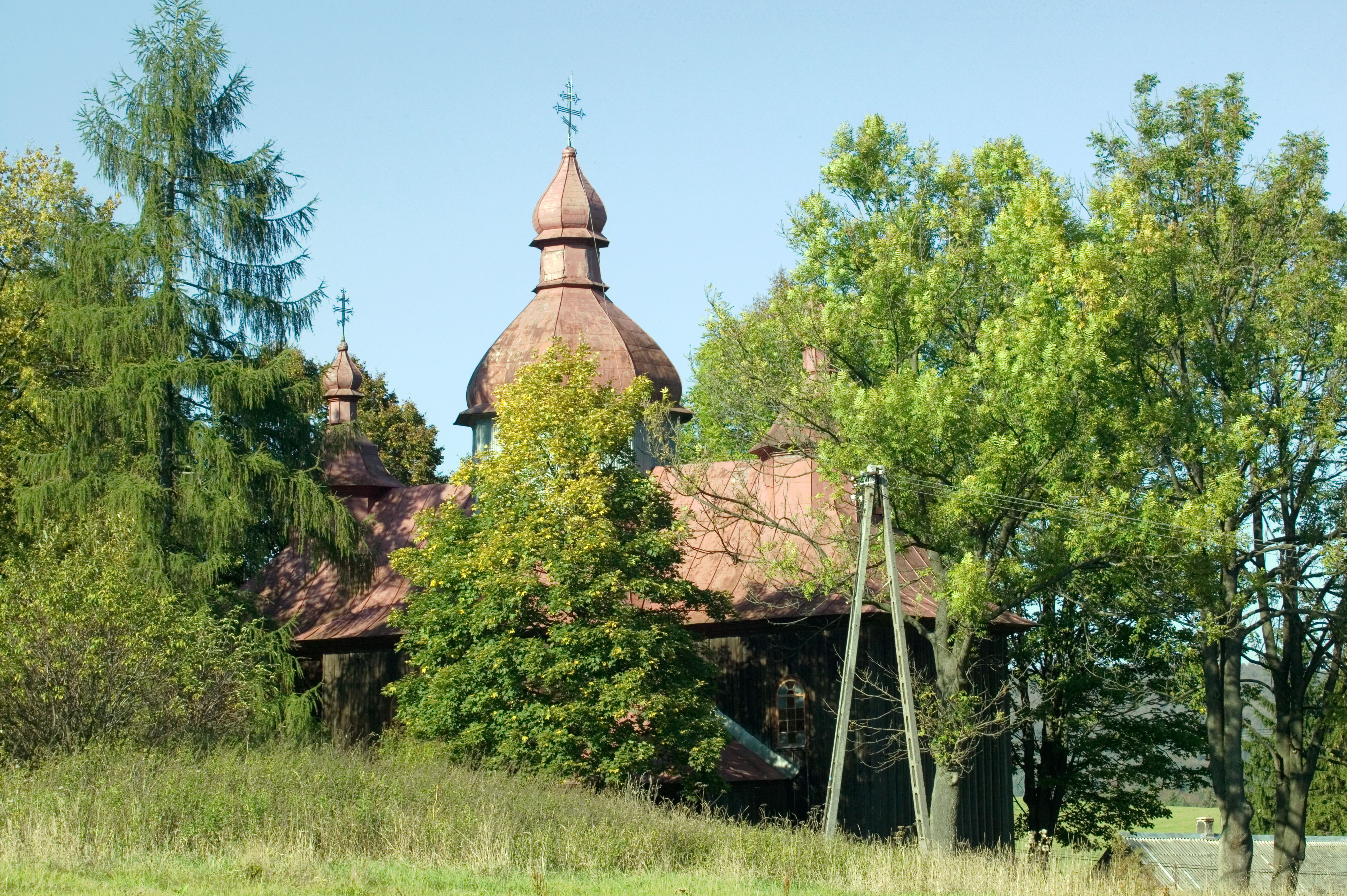
Колишня греко-католицька церква

Криве (пол. Krzywa) — лемківське село в Польщі, у гміні Сенкова Горлицького повіту Малопольського воєводства. Населення — 166 осіб (2011).

## Назва
Після депортації українців польський уряд 19 серпня 1949 р. змінив українську назву села «Крива» (Krywa) на польську — «Кшива» (Krzywa).

## Розташування
Лежить у Низьких Бескидах, у долині потоку Завоя — лівої притоки річки Віслока.
Від села 12 км до адміністративного центру ґміни — міста Сенкова, 18 км до адміністративного центру повіту — міста Горлиці і 116 км до центру воєводства — міста Краків, 10 км до кордону зі Словаччиною.

## Історія
Перша згадка про село походить з 1564 р., коли бецький староста Міколай Ліґенза з Бобруку надав привілей на закріпачення села з 20 поселенців Стецю Лілічу з Пантної. Тривалий час землі Кривого входили до маєтностей графів Стадницьких, перед поділом Польщі перейшли до Семенських.
У XVIII ст. в селі була окрема парафія. В започаткованих в 1784 р. метриках у Кривому підписувався тамтешній душпастир о. Андрей Криницький як «parochus Krywiensis». У 1819 р. Криве приєднане дочірнім до Воловця. Парохом Кривого і Воловця став спершу о. Андрей Криницький, хоч підписувався ще якийсь час, як завідатель Воловця, а в 1825 р. о. Іоан Ляховський з осідком у Воловці. У XIX ст. після пожежі збудували нову церкву і школу, до якої ходили також діти з  Ясьонки і Баниці. Однак  церква і школа знову згоріли в 1902 р. Задля тимчасового проведення служби придбали і перевезли стару церкву з Радоцини, а дітей учили в пустій хижі в Ясьонці. За 5 років звели нову церкву силами селян та емігрантів до США з Кривого, яких було по кілька з кожної родини. Жителі Ясьонки серед білого дня розібрали стару церкву (з Радоцини) і перевезли до себе, однак жителі Кривої через жандармів заборонили ясьонцям збирати церкву, і та залишилася лежати розібраною.
Перед самою Першою світовою війною в 1914 р. священик втік до Росії, забравши з собою всі метричні книги і плебанські документи. На початку війни в Талергоф за москвофільство були вивезені Іван і Михайло Урда, Семан Віслоцький, Іван Сайферт і Микола Кіцей (двоє останніх там загинули). Решта селян з радістю чекали «звільнення від Австрії», однак прихід російських військ приніс селянам обов'язок їх годувати. В селян було забрано всі запаси збіжжя і сіна, птицю і худобу, а залишено тільки по одній корові на родину, та й ту не було чим годувати. Запанував жахливий голод і серед ослаблених голодом селян почалися епідемії та численні смерті в кожній родині. В 1915 р. на території села точилися запеклі бої, від яких згоріли село і церква та залишились 2 військові цвинтарі. Разом з російськими військами втекла частина молодих людей зі страху за співробітництво з російською владою. Після розпаду Австро-Угорщини в 1918 р. поляки спробували мобілізувати жителів Кривого до польської армії, однак ті переховувались до кінця війни в навколишніх лісах та на словацькому боці. Поступово селяни гуртом відбудували зруйноване. Жителі села повернули розібрану радоцинську церкву з Ясьонки, зібрали і почали будівництво нової. За Польщі легше було виїхати до Канади, але стало важко — до США (доводилося рушати в обхід через Чехословаччину). Знову 5 років будували церкву з допомогою емігрантів і в 1924 р. освятили. Дзвін для церкви подарував зі США односелець Осиф Каніщак, цей дзвін і досі прикрашає дарчий напис. Другий дзвін був менш щасливим (його конфіскували німці на військові потреби). Збудували і школу. В 1920-х роках заснували читальню «Просвіти» в хаті ґазди Міхалика, яку польська поліція незабаром заборонила і тривало переслідувала ґазду і священика. Звільнили місцевих лемківських вчителів і прислали польку Габелю, яка не володіла лемківською мовою, вела уроки тільки польською і примушувала молитись «Отче наш» польською — лише частина учнів відмовлялась. Влітку 1939 р. вона виїхала, а за нею — єдина польська родина Скурських.
В 1933 р. — тому, що Воловець перейшов на схизму 1927—1928 рp., а Криве — ні, село дістала від Ординаріяту в Перемишлі дозвіл на будову власного приходства у себе, де того ж року вже поселився парох Володимир Гайдукевич. Його громадську діяльність і роботи з опорядження церкви перервала війна, коли в перші дні поляки його арештували і відправили до в'язниці в Горлиці, далі — до Берези Картузької, звідки повернувся вже в кінці листопада.
У селі було переважно лемківське населення: з 220 жителів села — 215 українців і 5 євреїв.
Після приходу німців школу віддали українцям і уроки до 1945 р. вела українською мовою дружина священика Любомира Гайдукевич, яка також керувала церковним і шкільним хором, викладала німецьку мову. Допомагав їй отець В. Гайдукевич, який навчав релігії, географії, фізичного виховання, історії, провадив театральний гурток, організував читальню. Також почали догодовувати дітей: давали хліб з маргарином чи мармеладом, макарони, чорну каву.
Німцями був призначений солтис на три села Гриць Кец з Баниці, підсолтисом — Семан Смий з Ясьонки, війтом гміни Гладишів (до неї ввійшло село) — Кобаний, комендантом поліції — німець Дуве. З початку 1940 р. до Німеччини на підневільну працю вивезли кільканадцять осіб. Німці забрали єврея кравця Абіса з родиною, а жителі Кривого розібрали його майно. У міжвоєнне двадцятиріччя в селі жили 4 циганські родини, які грали на весіллях і займалися ковальством. Німці хотіли відправити їх до концтабору, але за них заступився війт Кобаний, бо вони були працьовитими і справжніми майстрами. Усіх німці обклали високими контингентами молока і худоби та примушували працювати на дуже важкому вивезенні деревини. В 1944 р. всіх примушували копати окопи коло Снітниці.
28 серпня 1944 року між Кривим і Баницею розбився літак з 7 поляками — потім їм поляки поставили пам'ятник без вказівки імен та з неправильною датою і маркою літака.
В перших числах січня 1945 р. ішли вперті бої. Після приходу Червоної Армії кілька хлопців зголосилися добровольцями, а інших мобілізували примусово. Тож вони воювали в Чехії, обслуговували військові транспорти, гнали худобу з Німеччини до СРСР.
На початку 1946 р. в околицях села з'явився відділ УПА. Село входило до третього куща («Борислав») VII району надрайону «Верховина» Закерзонського краю. 7 осіб пішли в УПА, двоє з них потім емігрували до США, один утік, а четверо попали в полон і довгі роки відбували ув'язнення в польських тюрмах.
До 1946 р. в селі була греко-католицька парохія Горлицького деканату, до якої належали також Воловець, Ясьонка і Баниця. Метричні книги велися з 1784 р.
Після Другої світової війни під впливом радянської пропаганди кілька родин виїхали в СРСР (Олена Бибель, Ева Косар, Іван Слота, Іван і Василь Спяк). В 1946 р. кількох арештовано (серед них отець Гайдукевич), а надалі вислано в СРСР, решту (176 осіб) 11-15 червня 1947 р. під час операції «Вісла» депортували на понімецькі землі. Спочатку залишено родину отця Гайдукевича, але через два тижні 20 червня вивезли і її. Тільки 6 українців — родини Івана і Михайла Урда уникнули вивезення, бо були громадянами США. Семеро жителів Кривого були ув'язнені в концтаборі Явожно: Іван Покрищак, Микола Покрищак, Андрій Бибель, Василь Демчар, Григорій Бибель, Іван Бибель, Дмитро Бибель. Натомість завезено поляків, для них у плебанії зробили школу, а в приміщенні школи влаштували магазин. Територію знелюднілого села Баниця приєднали до Кривого.
У 1975-1998 роках село належало до Новосондецького воєводства.

## Демографія
Демографічна структура станом на 31 березня 2011 року:
|          | Загалом | Допрацездатний вік | Працездатний вік | Постпрацездатний вік |
| -------- | ------- | ------------------ | ---------------- | -------------------- |
| Чоловіки | 78      | 20                 | 55               | 3                    |
| Жінки    | 88      | 30                 | 47               | 11                   |
| Разом    | 166     | 50                 | 102              | 14                   |

## Місцеві пам'ятки
Об'єкти, перераховані в реєстрі пам'яток Малопольського воєводства:
- Греко-католицька церква Святих Косьми і Даміана 1924 року, дерев'яна; після депортації лемків у 1947 р. перетворена на костел.
- 2 військові кладовища з Першої світової війни: № 54, № 62.

## Відомі люди
- Онуфрій Криницький.